# 6e régiment d'infanterie motorisée (Maroc)
Pour les articles homonymes, voir 6e régiment.
Le 6e régiment d'infanterie motorisée (6e  RIM) est un régiment marocain.

## Histoire

### Guerre du Sahara occidental
Il est créé en juillet 1976, lors de la guerre du Sahara occidental, pour permettre la sécurisation par les forces armées royales du Sahara occidental récemment abandonné par l'Espagne. Il est initialement en garnison à Tifariti et est commandé par le colonel El Malti.
Fin 1979, commandé par le lieutenant-colonel Mohamed Ghoujdami, il participe aux grandes colonnes de traque du Polisario. En 1980, le régiment protège la construction du mur des sables lors de la bataille de Ras-el-Khanfra. En octobre 1981, lors de la bataille de Gueltat Zemmour le régiment reprend la ville aux indépendantistes qui avaient mis hors de combat la garnison puis se défend avec succès face aux contre-attaques sahraouies. Le 6e RIM est ensuite basé à Smara.
Le commandant Mahjoub Tobji (en), ancien officier de l'armée marocaine, accuse le régiment d'être toujours arrivé après les combats.

## Organisation
En 1979, le régiment est équipé de 80 camions M813 (en) (certains avec un ZU-23-2 monté sur la plate-forme arrière) et 200 Land Rover, Jeep et AML-90.
En 1981, le régiment est composé de 7 détachements d'intervention rapide, de 2 groupes de blindés AML-90 et était appuyé par l'artillerie du 6e groupe d'artillerie royale.